# 1957–1958-as bajnokcsapatok Európa-kupája
Az 1957–1958-as bajnokcsapatok Európa-kupája volt a sorozat 3. kiírása. A döntőt 1958. május 28-án rendezték a brüsszeli Heysel Stadionban, melyen – sorozatban harmadszor – a címvédő Real Madrid diadalmaskodott.
A nagyobb számú induló miatt a selejtezőbeli csapatok számát 12-ről 16-ra emelték. Az európai kupák történetében először fordult elő az, hogy a 3. mérkőzés sem eredményezett továbbjutót, így érmefeldobás döntött. Ezen szabály első „győztese” a keletnémet Wismut Karl Marx Stadt lett.
Magyarországot a Vasas SC csapata képviselte, négy közé jutásuk máig a legjobb magyar eredmény az első számú európai kupasorozatban (azóta csak a Győri ETO-nak és az Újpesti Dózsának sikerült hasonlót elérnie). Az elődöntőben a címvédő és későbbi győztes Real Madrid állította meg őket.
A Manchester United csapatát az elődöntőt követően, 1958. február 6-án tragédia érte Münchenben. A csapatot szállító repülőgép lezuhant, a fedélzeten tartózkodó 44 emberből 23-an meghaltak, ebből 8-an a manchesteri csapat tagjai voltak.

## Eredmények

### Selejtező
| 1. csapat        | Össz. | 2. csapat              | 1. mérk. | 2. mérk. |
| ---------------- | ----- | ---------------------- | -------- | -------- |
| CDNA Szofija     | 3–7   | Vasas                  | 2–1      | 1–6      |
| Rangers          | 4–3   | AS Saint-Étienne       | 3–1      | 1–2      |
| Stade Dudelange  | 1–14  | Crvena zvezda          | 0–5      | 1–9      |
| Aarhus GF        | 3–0   | Glenavon               | 0–0      | 3–0      |
| Gwardia Warszawa | 4–41  | Wismut Karl Marx Stadt | 3–1      | 1–3      |
| Sevilla FC       | 3–1   | Benfica                | 3–1      | 0–0      |
| Shamrock Rovers  | 2–9   | Manchester United      | 0–6      | 2–3      |
| Milan            | 6–62  | Rapid Wien             | 4–1      | 2–5      |

1 Mivel az összesített végeredmény 4–4 lett, a szabályok értelmében 3. mérkőzésre került sor, amelyen 1–1-es döntetlen született. A továbbjutásról érmefeldobás döntött, és a Wismut Karl Marx Stadt jutott tovább.
2 Mivel az összesített végeredmény 6–6 lett, a szabályok értelmében 3. mérkőzésre került sor, amelyen az AC Milan dadalmaskodott 4–2-es arányban.

#### 1. mérkőzések
| 1957. szeptember 4. |

| CDNA Szofija   | 2–1   | Vasas        |
| -------------- | ----- | ------------ |
| Milanov 2' 38' | (2–0) | Bundzsák 53' |

| Vaszil Levszki Nemzeti Stadion, Szófia Nézőszám: 50 000 Játékvezető: Steiner (osztrák) |

| 1957. szeptember 4. |

| Rangers                               | 3–1   | AS Saint-Étienne |
| ------------------------------------- | ----- | ---------------- |
| Kichenbrand 19' Scott 47' Simpson 82' | (1–1) | Mekloufi 14'     |

| Ibrox Stadion, Glasgow Nézőszám: 85 000 Játékvezető: Helge (dán) |

| 1957. szeptember 5. |

| Stade Dudelange | 0–5   | Crvena zvezda                             |
| --------------- | ----- | ----------------------------------------- |
|                 | (0–2) | Kostić 11' 16' Rudinski 47' 55' Mitić 87' |

| Stade Josy Barthel, Luxembourg Nézőszám: 8 000 Játékvezető: Marchetti (olasz) |

| 1957. szeptember 11. |

| Aarhus GF | 0–0 | Glenavon |
| --------- | --- | -------- |
|           |     |          |

| Aarhusi stadion, Aarhus Nézőszám: 14 000 Játékvezető: Beltman (holland) |

| 1957. szeptember 11. |

| Gwardia Warszawa                              | 3–1   | Wismut Karl Marx Stadt |
| --------------------------------------------- | ----- | ---------------------- |
| Baszkiewicz 49' Lewandowski 59' Gawroński 88' | (0–0) | M. Kaiser 79'          |

| Stadion Wojska Polskiego, Varsó Nézőszám: 30 000 Játékvezető: Karas (cseh) |

| 1957. szeptember 19. |

| Sevilla FC                          | 3–1   | Benfica      |
| ----------------------------------- | ----- | ------------ |
| Pahuet 46' Antoniet 59' Pepillo 79' | (0–0) | Palmeiro 48' |

| Estadio Ramón Sánchez Pizjuán, Sevilla Nézőszám: 40 000 Játékvezető: Groppi (francia) |

| 1957. szeptember 25. |

| Shamrock Rovers | 0–6   | Manchester United                                |
| --------------- | ----- | ------------------------------------------------ |
|                 | (0–1) | Whelan 36' 51' Taylor 56' 80' Berry 85' Pegg 86' |

| Dalymount Park, Dublin Nézőszám: 45 000 Játékvezető: van Nuffel (belga) |

| 1957. október 2. |

| AC Milan                                        | 4–1   | Rapid Wien |
| ----------------------------------------------- | ----- | ---------- |
| Grillo 1' Bean 8' Höltl 74' (öngól) Mariani 82' | (2–0) | Dienst 58' |

| San Siro, Milan Nézőszám: 15 000 Játékvezető: Pérez (spanyol) |

#### 2. mérkőzések
| 1957. október 3. |

| Vasas                                                     | 6–1   | CDNA Szofija  |
| --------------------------------------------------------- | ----- | ------------- |
| Csordás 35' 38' 51' Berendy 48' Bundzsák 68' Szilágyi 89' | (2–1) | Panajotov 25' |

| Népstadion, Budapest Nézőszám: 30 000 Játékvezető: Grill (osztrák) |

Továbbjutott a Vasas 7–3-as összesítéssel.
| 1957. szeptember 25. |

| AS Saint-Étienne         | 2–1   | Rangers    |
| ------------------------ | ----- | ---------- |
| Ferrier 18' Oleksiak 72' | (1–0) | Wilson 72' |

| Stade Geoffroy-Guichard, Saint-Étienne Nézőszám: 29 517 Játékvezető: Asmussen (dán) |

Továbbjutott a AS Saint-Étienne 4–3-as összesítéssel.
| 1957. október 2. |

| Crvena zvezda                                         | 9–1   | Stade Dudelange |
| ----------------------------------------------------- | ----- | --------------- |
| Cokić 5' 38' 66' 69' Mitić 10' Kostić 17' 29' 30' 33' | (7–1) | Rongoni 31'     |

| JNA Stadion, Belgrád Nézőszám: 1 500 Játékvezető: Jonni (olasz) |

Továbbjutott a Crvena zvezda 14–1-es összesítéssel.
| 1957. szeptember 25. |

| Glenavon | 0–3   | Aarhus GF                |
| -------- | ----- | ------------------------ |
|          | (0–3) | Kjaer 13' 45' Jensen 40' |

| Windsor Park, Belfast Nézőszám: 33 000 Játékvezető: Martens (holland) |

Továbbjutott az Aarhus GF 3–0-s összesítéssel.
| 1957. október 13. |

| Wismut Karl Marx Stadt          | 3–1   | Gwardia Warszawa |
| ------------------------------- | ----- | ---------------- |
| M. Kaiser 10' S. Kaiser 35' 74' | (2–0) | Baszkiewicz 60'  |

| Otto Grotewohl Stadion, Aue Nézőszám: 20 000 Játékvezető: Galba (csehszlovák) |

Az összesített eredmény 4–4 lett, így a szabályok értelmében 3. mérkőzésre került sor.
| 1957. szeptember 26. |

| Benfica | 0–0 | Sevilla FC |
| ------- | --- | ---------- |
|         |     |            |

| Estádio da Luz, Lisszabon Nézőszám: 50 000 Játékvezető: Schwinte (francia) |

Továbbjutott az Sevilla FC 3–1-es összesítéssel.
| 1957. október 2. |

| Manchester United       | 3–2   | Shamrock Rovers         |
| ----------------------- | ----- | ----------------------- |
| Viollet 5' 60' Pegg 20' | (2–0) | McCann 55' Hamilton 66' |

| Old Trafford, Manchester Nézőszám: 33 754 Játékvezető: Alsteen (belga) |

Továbbjutott az Manchester United 9–2-es összesítéssel.
| 1957. október 9. |

| Rapid Wien                                                   | 5–2   | AC Milan            |
| ------------------------------------------------------------ | ----- | ------------------- |
| A. Körner 1' Dienst 31' Bertalan 57' Riegler 61' Hanappi 79' | (2–1) | Grillo 20' Bean 76' |

| Práter stadion, Bécs Nézőszám: 25 000 Játékvezető: Zariquiegui (spanyol) |

Az összesített eredmény 6–6 lett, így a szabályok értelmében 3. mérkőzés került kiírásra.

#### 3. mérkőzések
| 1957. október 15. |

| Wismut Karl Marx Stadt | 1–1   | Gwardia Warszawa |
| ---------------------- | ----- | ---------------- |
| Tröger 90'             | (0–1) | Szarzyński 3'    |

| Friedrich-Ludwig-Jahn-Sportpark, Berlin Nézőszám: 15 000 Játékvezető: Korelus (csehszlovák) |

Mivel a 3. mérkőzés a rendes játékidőben döntetlenre végződött, hosszabbításra került sor, azonban a mérkőzés a 100. percben a világítás meghibásodása miatt félbeszakadt, a továbbjutásról érmefeldobással döntöttek, így a Wismut Karl Marx Stadt jutott tovább.
| 1957. október 30. |

| AC Milan                                   | 4–2   | Rapid Wien                         |
| ------------------------------------------ | ----- | ---------------------------------- |
| Bean 8' 83' Bergamaschi 41' Schiaffino 55' | (2–1) | Happel 37' (11-esből) Bertalan 72' |

| Hardturm Stadion, Zürich Nézőszám: 26 000 Játékvezető: Mellet (svájci) |

Továbbjutott az AC Milan.

### Nyolcaddöntő
| 1. csapat              | Össz. | 2. csapat     | 1. mérk. | 2. mérk. |
| ---------------------- | ----- | ------------- | -------- | -------- |
| Royal Antwerp          | 1–8   | Real Madrid   | 1–2      | 0–6      |
| IFK Norrköping         | 3–4   | Crvena zvezda | 2–2      | 1–2      |
| Wismut Karl Marx Stadt | 1–4   | Ajax          | 1–3      | 0–1      |
| Young Boys             | 2–3   | Vasas         | 1–1      | 1–2      |
| Manchester United      | 3–1   | Dukla Praha   | 3–0      | 0–1      |
| Sevilla FC             | 4–2   | Aarhus GF     | 4–0      | 0–2      |
| Borussia Dortmund      | 5–51  | CCA București | 3–1      | 2–4      |
| Rangers                | 1–6   | AC Milan      | 1–4      | 0–2      |

1Mivel az összesített végeredmény 5–5 lett, a szabályok értelmében 3. mérkőzésre került sor, amelyen a Borussia Dortmund 7–0-s arányban diadalmaskodott.

#### 1. mérkőzések
| 1957. október 31. |

| Royal Antwerp | 1–2   | Real Madrid        |
| ------------- | ----- | ------------------ |
| De Backer 58' | (0–1) | Di Stéfano 15' 61' |

| Stade Bosuil, Antwerpen Nézőszám: 45 000 Játékvezető: Harzic (francia) |

| 1957. november 2. |

| IFK Norrköping             | 2–2   | Crvena zvezda         |
| -------------------------- | ----- | --------------------- |
| Hakansson 75' Källgren 85' | (0–0) | Toplak 88' Kostić 90' |

| Idrottsparken, Norrköping Nézőszám: 10 893 Játékvezető: Kowal (lengyel) |

| 1957. november 20. |

| Wismut Karl Marx Stadt | 1–3   | Ajax                                |
| ---------------------- | ----- | ----------------------------------- |
| Müller 87'             | (0–2) | van der Kuil 5' 62' Bleijenberg 17' |

| Otto Grotewohl Stadion, Aue Nézőszám: 30 000 Játékvezető: Grill (osztrák) |

| 1957. november 20. |

| Young Boys       | 1–1   | Vasas       |
| ---------------- | ----- | ----------- |
| Wechselberger 7' | (1–0) | Csordás 90' |

| Stade des Charmilles, Genf Nézőszám: 20 000 Játékvezető: Campanati (olasz) |

| 1957. november 20. |

| Manchester United               | 3–0   | Dukla Praha |
| ------------------------------- | ----- | ----------- |
| Webster 63' Taylor 65' Pegg 79' | (0–0) |             |

| Old Trafford, Manchester Nézőszám: 60 000 Játékvezető: Treichel (NSZK) |

| 1957. november 27. |

| Sevilla FC                    | 4–0   | Aarhus GF |
| ----------------------------- | ----- | --------- |
| Antoniet 6' 30' Loren 24' 52' | (3–0) |           |

| Estadio Nervión, Sevilla Nézőszám: 40 000 Játékvezető: Grandain (belga) |

| 1957. november 27. |

| Borussia Dortmund                | 4–2   | CCA Bucureşti       |
| -------------------------------- | ----- | ------------------- |
| Peters 35' 62' 64' Niepieklo 66' | (1–1) | Zavoda 43' Bone 50' |

| Rote Erde, Dortmund Nézőszám: 42 000 Játékvezető: Mowatt (skót) |

| 1957. november 27. |

| Rangers    | 1–4   | AC Milan                            |
| ---------- | ----- | ----------------------------------- |
| Murray 32' | (1–0) | Grillo 74' 84' Baruffi 80' Bean 86' |

| Ibrox Stadion, Glasgow Nézőszám: 85 000 Játékvezető: Martín (spanyol) |

#### 2. mérkőzések
| 1957. november 28. |

| Real Madrid                                  | 6–0   | Royal Antwerp |
| -------------------------------------------- | ----- | ------------- |
| Rial 2' 4' 41' Marsal 52' Kopa 79' Gento 89' | (3–0) |               |

| Santiago Bernabéu stadion, Madrid Nézőszám: 72 245 Játékvezető: Fauquembergue (francia) |

Továbbjutott a Real Madrid 8–1-es összesítéssel.
| 1957. november 23. |

| Crvena zvezda  | 2–1   | IFK Norrköping |
| -------------- | ----- | -------------- |
| Spajić 75' 88' | (0–1) | Backman 16'    |

| JNA Stadion, Belgrád Nézőszám: 20 000 Játékvezető: Storoniak (lengyel) |

Továbbjutott a Crvena zvezda 4–3-as összesítéssel.
| 1957. november 27. |

| Ajax          | 1–0   | Wismut Karl Marx Stadt |
| ------------- | ----- | ---------------------- |
| Ouderland 79' | (0–0) |                        |

| Olimpiai stadion, Amszterdam Nézőszám: 23 000 Játékvezető: Grill (osztrák) |

Továbbjutott az Ajax 4–1-es összesítéssel.
| 1957. november 30. |

| Vasas          | 2–1   | Young Boys    |
| -------------- | ----- | ------------- |
| Csordás 8' 12' | (2–0) | Schneiter 89' |

| Népstadion, Budapest Nézőszám: 20 000 Játékvezető: Liverani (olasz) |

Továbbjutott a Vasas 3–2-es összesítéssel.
| 1957. december 4. |

| Dukla Praha | 1–0   | Manchester United |
| ----------- | ----- | ----------------- |
| Dvořák 17'  | (1–0) |                   |

| Strahov, Prága Nézőszám: 30 000 Játékvezető: Treichel (NSZK) |

Továbbjutott a Manchester United 3–1-es összesítéssel.
| 1957. december 4. |

| Aarhus GF      | 2–0   | Sevilla |
| -------------- | ----- | ------- |
| Jensen 41' 86' | (1–0) |         |

| Aarhus Stadion, Aarhus Nézőszám: 18 000 Játékvezető: Smidts (belga) |

Továbbjutott a Sevilla FC 4–2-es összesítéssel.
| 1957. december 8. |

| CCA București                               | 3–1   | Borussia Dortmund |
| ------------------------------------------- | ----- | ----------------- |
| Tătaru 17' Constantin 25' Alecsandrescu 45' | (3–1) | Niepieklo 12'     |

| Augusztus 23-a Stadion, Bukarest Nézőszám: 60 000 Játékvezető: Pósa (magyar) |

Az összesített eredmény 5–5 lett, így a szabályok értelmében 3. mérkőzés került kiírásra.
| 1957. december 11. |

| AC Milan              | 2–0   | Rangers |
| --------------------- | ----- | ------- |
| Baruffi 37' Galli 48' | (1–0) |         |

| Arena Civica, Milánó Nézőszám: 5 000 Játékvezető: de Mendebil (spanyol) |

Továbbjutott a AC Milan 6–1-es összesítéssel.

#### 3. mérkőzés
| 1957. december 29. |

| Borussia Dortmund                  | 3–1   | CCA București |
| ---------------------------------- | ----- | ------------- |
| Dulz 15' Kelbassa 62' Preißler 79' | (1–1) | Cacoveanu 35' |

| Stadio Comunale, Bologna Nézőszám: 8 000 Játékvezető: Jonni (olasz) |

Továbbjutott a Borussia Dortmund.

### Negyeddöntő
| 1. csapat         | Össz. | 2. csapat     | 1. mérk. | 2. mérk. |
| ----------------- | ----- | ------------- | -------- | -------- |
| Real Madrid       | 10–2  | Sevilla FC    | 8–0      | 2–2      |
| Manchester United | 5–4   | Crvena zvezda | 2–1      | 3–3      |
| Ajax              | 2–6   | Vasas         | 2–2      | 0–4      |
| Borussia Dortmund | 2–5   | AC Milan      | 1–1      | 1–4      |

#### 1. mérkőzések
| 1958. január 23. |

| Real Madrid                                                             | 8–0   | Sevilla FC |
| ----------------------------------------------------------------------- | ----- | ---------- |
| Di Stéfano 10' 54' (11-esből) 85' 88' Kopa 37' 73' Marsal 48' Gento 81' | (2–0) |            |

| Santiago Bernabéu stadion, Madrid Nézőszám: 76 796 Játékvezető: van Nuffel (belga) |

| 1958. január 14. |

| Manchester United       | 2–1   | Crvena zvezda |
| ----------------------- | ----- | ------------- |
| Charlton 65' Colman 81' | (0–1) | Tasić 35'     |

| Old Trafford, Manchester Nézőszám: 60 000 Játékvezető: Lequesne (francia) |

| 1958. február 5. |

| Ajax              | 2–2   | Vasas            |
| ----------------- | ----- | ---------------- |
| Ouderland 31' 42' | (2–0) | Bundzsák 73' 82' |

| Olimpiai stadion, Amszterdam Nézőszám: 35 000 Játékvezető: Ternieden (NSZK) |

| 1958. február 12. |

| Borussia Dortmund       | 1–1   | AC Milan  |
| ----------------------- | ----- | --------- |
| Bergamaschi 90' (öngól) | (0–1) | Galli 44' |

| Rote Erde, Dortmund Nézőszám: 28 000 Játékvezető: Ellis (angol) |

#### 2. mérkőzések
| 1958. február 23. |

| Sevilla FC          | 2–2   | Real Madrid    |
| ------------------- | ----- | -------------- |
| Payá 22' Pahuet 29' | (2–0) | Pereda 48' 62' |

| Estadio Nervión, Sevilla Nézőszám: 25 000 Játékvezető: Alsteen (belga) |

Továbbjutott a Real Madrid 10–2-es összesítéssel.
| 1958. február 5. |

| Crvena zvezda                       | 3–3   | Manchester United           |
| ----------------------------------- | ----- | --------------------------- |
| Kostić 46' 58' Tasić 50' (11-esből) | (0–3) | Viollet 2' Charlton 30' 31' |

| JNA Stadion, Belgrád Nézőszám: 52 000 Játékvezető: Kainer (osztrák) |

Továbbjutott a Manchester United 5–4-es összesítéssel.
| 1958. február 26. |

| Vasas                                   | 4–0   | Ajax |
| --------------------------------------- | ----- | ---- |
| Bundzsák 7' Szilágyi 9' 39' Csordás 29' | (4–0) |      |

| Népstadion, Budapest Nézőszám: 70 000 Játékvezető: Nedelkovski (jugoszláv) |

Továbbjutott a Vasas 6–2-es összesítéssel.
| 1958. március 26. |

| AC Milan                                                  | 4–1   | Borussia Dortmund |
| --------------------------------------------------------- | ----- | ----------------- |
| Cucchiaroni 11' Liedholm 21' Galli 63' Ernesto Grillo 86' | (2–1) | Preißler 37'      |

| San Siro, Milánó Nézőszám: 25 000 Játékvezető: Ellis (angol) |

Továbbjutott a AC Milan 5–2-es összesítéssel.

### Elődöntő
| 1. csapat         | Össz. | 2. csapat | 1. mérk. | 2. mérk. |
| ----------------- | ----- | --------- | -------- | -------- |
| Real Madrid       | 4–2   | Vasas     | 4–0      | 0–2      |
| Manchester United | 2–5   | AC Milan  | 2–1      | 0–4      |

#### 1. mérkőzések
| 1958. április 2. |

| Real Madrid                                 | 4–0   | Vasas |
| ------------------------------------------- | ----- | ----- |
| Di Stéfano 9' 42' 50' (11-esből) Marsal 46' | (2–0) |       |

| Santiago Bernabéu stadion, Madrid Nézőszám: 120 000 Játékvezető: Guigue (francia) |

| 1958. május 8. |

| Manchester United                    | 2–1   | AC Milan       |
| ------------------------------------ | ----- | -------------- |
| Viollet 39' E. Taylor 80' (11-esből) | (1–1) | Schiaffino 24' |

| Old Trafford, Manchester Nézőszám: 44 480 Játékvezető: Helge (dán) |

#### 2. mérkőzések
| 1958. április 16. |

| Vasas                               | 2–0   | Real Madrid |
| ----------------------------------- | ----- | ----------- |
| Bundzsák 25' Csordás 53' (11-esből) | (1–0) |             |

| Népstadion, Budapest Nézőszám: 100 000 Játékvezető: Schwinte (francia) |

Továbbjutott a Real Madrid 4–2-es összesítéssel.
| 1958. május 14. |

| AC Milan                                             | 4–0   | Manchester United |
| ---------------------------------------------------- | ----- | ----------------- |
| Schiaffino 2' 77' Liedholm 50' (11-esből) Danova 65' | (1–0) |                   |

| San Siro, Milánó Nézőszám: 60 000 Játékvezető: Dusch (NSZK) |

Továbbjutott az AC Milan 5–2-es összesítéssel.

### Döntő
| 1958. május 28. |

| Real Madrid                        | 3–2 (h. u.) | AC Milan                  |
| ---------------------------------- | ----------- | ------------------------- |
| Di Stéfano 74' Rial 79' Gento 107' | (0–0, 2–2)  | Schiaffino 59' Grillo 78' |

| Heysel Stadion, Brüsszel Nézőszám: 67 000 Játékvezető: Alsteen (belga) |

| Az 1957–58-as bajnokcsapatok Európa-kupájának győztese |
| Real Madrid 3. cím                                     |
| ← 1956–57 Real Madrid                                  |
| Real Madrid 1958–59 →                                  |

## Góllövőlista
| #  | Név                | Csapat        | Gólok |
| -- | ------------------ | ------------- | ----- |
| 1. | Alfredo Di Stéfano | Real Madrid   | 10    |
| 2. | Bora Kostić        | Crvena zvezda | 9     |
| 3. | Csordás Lajos      | Vasas         | 8     |
| 4. | Bundzsák Dezső     | Vasas         | 6     |
| 5. | Ernesto Grillo     | AC Milan      | 5     |

## Lásd még
- 1955–1958-as vásárvárosok kupája